# Janseides subhyalina
Janseides subhyalina is een vlinder uit de familie van de zakjesdragers (Psychidae). De wetenschappelijke naam van deze soort is voor het eerst geldig gepubliceerd in 1917 door Antonie Johannes Theodorus Janse.